# NGC 4251
NGC 4251 (другие обозначения — UGC 7338, MCG 5-29-50, ZWG 158.60, PGC 39492) — линзообразная галактика (SB0) в созвездии Волосы Вероники.
Этот объект входит в число перечисленных в оригинальной редакции «Нового общего каталога».
Является сейфертовской галактикой, с ней связан рентгеновский источник 3U 1207+39.